# 1954 год в кино

## Фильмы

### Мировое кино
- «Апрельская рыбка»/Poisson d’avril, Франция (реж. Жиль Гранжье)
- «Ах! Эти прекрасные вакханки»/Ah! Les belles bacchantes, Франция-Италия (реж. Жан Лубиньяк)
- «Банковский билет в миллион фунтов стерлингов»/The Million Pound Note, Великобритания (реж. Роналд Ним)
- «Баран с пятью ногами»/Le Mouton à cinq pattes, Франция-Италия (реж. Анри Верней)
- «Бригадун»/Brigadoon, США (реж. Винсент Миннелли)
- «В порту»/On the Waterfront, США (реж. Элиа Казан)
- «В случае убийства набирайте „М“»/Dial M for Murder, США (реж. Альфред Хичкок)
- «Годзилла»/ゴジラ, Япония (реж. Иносира Хонда)
- «Джонни Гитара»/Johnny the Guitar, США (реж. Николас Рэй)
- «Дни любви»/Giorni D’Amore, Италия (реж. Джузеппе де Сантис)
- «Дорога»/La Strada, Италия (реж. Федерико Феллини)
- «Дьяволицы»/Les diaboliques, Франция (реж. Анри-Жорж Клузо)
- «Египтянин»/The Egyptian, США (реж. Майкл Кёртис)
- «Звезда родилась»/A Star Is Born, США (реж. Джордж Кьюкор)
- «Казино „Рояль“»/Casino Royale, США (реж. Уильям Браун)
- «Мужчины думают только об этом»/Les hommes ne pensent qu'à ça, Франция (реж. Ив Робер)
- «Не тронь добычу»/Touchez pas au grisbi, Франция (реж. Жак Беккер)
- «Окно во двор»/Rear Window, США (реж. Альфред Хичкок)
- «Они!»/Them!, США (реж. Гордон Дуглас)
- «Река, не текущая вспять»/River of No Return, США (реж. Отто Премингер)
- «Сабрина»/Sabrina, США (реж. Билли Уайлдер)
- «Семь самураев»/七人の侍, Япония (реж. Акира Куросава)
- «Управляющий Сансё»/山椒大夫, Япония (реж. Кэндзи Мидзогути)
- «Урок любви»/En lektion i kärlek, Швеция (реж. Ингмар Бергман)
- «Французский канкан»/French Cancan, Франция (реж. Жан Ренуар)

### Советское кино

#### Фильмы БССР
- «Дети партизана», (реж. Лев Голуб и Николай Фигуровский)
- «Кто смеётся последним?», (реж. Владимир Корш-Саблин)

#### Фильмы Грузинской ССР
- «Стрекоза», (реж. Семён Долидзе и Леван Хотивари)

#### Фильмы РСФСР
- «Анна на шее», (реж. Исидор Анненский)
- «Аттестат зрелости», (реж. Татьяна Лукашевич)
- «Большая семья», (реж. Иосиф Хейфиц)
- «Верные друзья», (реж. Михаил Калатозов)
- «Запасной игрок», (реж. Семён Тимошенко)
- «Море студёное», (реж. Юрий Егоров)
- «Мы с вами где-то встречались», (реж. Николай Досталь и Андрей Тутышкин)
- «Укротительница тигров», (реж. Надежда Кошеверова и Александр Ивановский)
- «Шведская спичка», (реж. Константин Юдин)
- «Школа мужества», (реж. Владимир Басов)

#### Фильмы совместных производителей

##### Двух и более стран
- «Герои Шипки», (реж. Сергей Васильев)

#### Фильмы УССР
- «Андриеш», (реж. Сергей Параджанов — режиссёрский дебют и Яков Базелян)
- «Богатырь» идёт в Марто», (реж. Евгений Брюнчугин, Сигизмунд Навроцкий)
- «Командир корабля», (реж. Владимир Браун)
- «Назар Стодоля», (реж. Виктор Ивченко)

## Лидеры проката
- «Верные друзья», (реж. Михаил Калатозов) — 7 место, 30.9 млн зрителей

## Персоналии

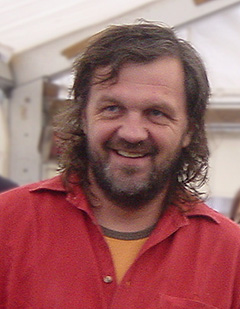
Эмир Кустурица (2005)

### Родились
- 17 января — Владимир Вихров — советский и российский актёр театра и кино.
- 19 января — Энтони Мингелла — британский кинорежиссёр, сценарист.
- 19 января — Кэти Сагал — американская актриса.
- 22 января — Леонид Ярмольник — советский и российский актёр театра и кино.
- 29 января — Андрей Градов — советский и российский киноактёр.
- 29 января — Опра Уинфри — американская телеведущая, актриса, продюсер.
- 11 февраля — Александр Коршунов — советский и российский актёр театра и кино, режиссёр.
- 15 февраля — Мэтт Грейнинг — американский мультипликатор, исполнительный продюсер.
- 17 февраля — Рене Руссо — американская актриса.
- 18 февраля — Джон Траволта — американский актёр.
- 20 февраля — Энтони Хэд — английский актёр кино и театра, сценарист.
- 1 марта — Рон Ховард — американский кинорежиссёр, продюсер и актёр.
- 4 марта — Кэтрин О’Хара — канадская и американская актриса, сценарист и режиссёр.
- 17 марта — Лесли-Энн Даун — британская актриса.
- 7 апреля — Джеки Чан — гонконгско-американский актёр, кинорежиссёр, каскадёр и сценарист.
- 9 апреля — Деннис Куэйд — американский киноактёр.
- 11 апреля — Валерий Гаркалин — советский и российский актёр театра и кино.
- 16 апреля — Эллен Баркин — американская актриса.
- 19 апреля — Тони Плана — американский актёр кубинского происхождения.
- 23 апреля — Майкл Мур — американский кинорежиссёр-документалист.
- 2 июня — Деннис Хэйсберт — американский актёр.
- 14 июня — Уилл Паттон — американский актёр кино и телевидения.
- 15 июня — Джеймс Белуши — американский актёр.
- 19 июня — Кэтлин Тёрнер — американская актриса.
- 28 июня — Элис Криге — южноафриканская актриса.
- 16 августа — Джеймс Кэмерон — канадский и американский кинорежиссёр, сценарист и продюсер.
- 30 августа — Дэвид Пеймер — американский актёр кино и телевидения, режиссёр ТВ.
- 4 сентября — Виктор Бычков — советский и российский актёр театра и кино.
- 7 сентября — Майкл Эмерсон — американский актёр.
- 9 сентября — Джеффри Комбс — американский актёр.
- 10 сентября — Дон «Дракон» Уилсон — американский киноактёр, продюсер и сценарист.
- 2 октября — Лоррейн Бракко — американская актриса.
- 8 октября — Майкл Дудикофф — американский актёр.
- 9 октября — Скотт Бакула — американский актёр.
- 10 октября — Рекха — индийская киноактриса.
- 23 октября — Энг Ли — тайваньский кинорежиссёр и продюсер.
- 26 октября — Джеймс Пикенс младший — американский актёр.
- 12 ноября — Юрий Кара — советский и российский режиссёр, сценарист, продюсер.
- 13 ноября — Крис Нот — американский телевизионный актёр.
- 20 ноября — Елена Папанова — советская и российская актриса театра и кино.
- 24 ноября — Эмир Кустурица — югославский кинорежиссёр.
- 29 ноября — Джоэл Коэн — американский режиссёр, сценарист, продюсер.
- 4 декабря — Тони Тодд — американский актёр, сценарист, режиссёр и продюсер.
- 18 декабря — Рэй Лиотта — американский актёр.
- 28 декабря — Дензел Вашингтон — американский актёр и режиссёр.

### Скончались
- 10 апреля — Огюст Люмьер — один из братьев Люмьер, родоначальник кино, основатель французской киноиндустрии и кинорежиссуры.